# Герцеговинский корпус

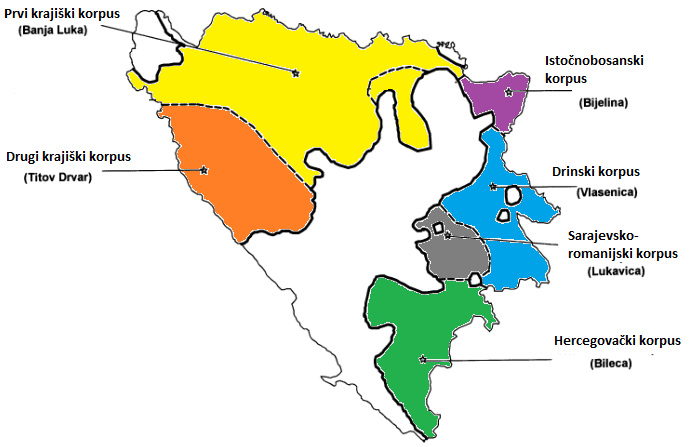
Зоны ответственности корпусов Армии РС. Зона ответственности Герцеговинского корпуса выделена зеленым цветом

Герцеговинский корпус (серб. Херцеговачки корпус Војске Републике Српске) — армейский корпус в составе Вооруженных сил Республики Сербской. Он был сформирован по приказанию Главного Штаба ВРС весной 1992 года на основе подразделений бывшего 13-го корпуса ЮНА, выведенного из Хорватии. Штаб корпуса располагался в Билече. На протяжении войны корпусом командовал генерал-майор Радован Грубач. Штаб возглавляли генерал-майор Владо Спремо и полковник Миладин Прстойевич. Зоной ответственности корпуса была Восточная Герцеговина. Корпус вел боевые действия как против боснийских мусульман и хорватов, так и против регулярных хорватских подразделений в южной части зоны ответственности. Численность корпуса колебалась от 10 000 до 21 000 солдат и офицеров. Из них около 2000 погибли в боях.

## Структура
Состав корпуса:
- Штаб
- 1-я Герцеговинская моторизованная бригада
- 8-я Герцеговинская моторизованная бригада
- 11-я Герцеговинская пехотная бригада
- 15-я Герцеговинская пехотная бригада
- 2-я Герцеговинская легкопехотная бригада
- 14-я Герцеговинская легкопехотная бригада
- 18-я Герцеговинская легкопехотная бригада
- 7-й смешанный артиллерийский полк
- 7-й легкий артиллерийский полк ПВО
- 7-й смешанный противотанковый артиллерийский дивизион
- 284-й отдельный бронетанковый батальон
- 7-й инженерный батальон
- 7-й батальон связи
- 7-й батальон военной полиции
- 7-й автотранспортный батальон
- 7-й санитарный батальон
- 7-й разведывательно-диверсионный отряд
- 30-я тыловая база
- Центр подготовки новобранцев
- Военный суд и военная прокуратура